# Posejpal & Zwetschke
Posejpal & Zwetschke war ein tschechoslowakischer Hersteller von Automobilen.

## Unternehmensgeschichte
Die Schwäger Posejpal und Zwetschke waren vor dem Ersten Weltkrieg bei František Trojan & Alois Nagl, Továrna velocipedů a motocyklů Torpedo tätig. 1921 gründeten sie ihr eigenes Unternehmen in Kolín und begannen mit der Produktion von Automobilen. Der Markenname lautete Posejpal & Zwetschke. 1923 endete die Produktion.

## Fahrzeuge
Das Unternehmen stellte Cyclecars her. Die Fahrzeuge wurden auch bei Autorennen eingesetzt. So erreichten die Fahrer Zwetschke und Feldman jeweils den dritten Platz beim Rennen von Zbraslav nach Jíloviště in den Jahren 1921 und 1922.